# Останнє танго в Парижі
«Останнє танго в Парижі» (італ. Ultimo Tango a Parigi) — еротична драма режисера Бернардо Бертолуччі за мотивами роману Роберта Еллі, що вийшов на екрани в 1972 році.

## Опис фільму
Він, Поль, — 45-річний американець, який живе в Парижі, важко переживає самогубство дружини. Вона, Жанна, — приваблива 20-річна парижанка, заручена з молодим кінорежисером, що знімав фільм з нею в головній ролі про життя жінки.
Вони знайомляться в квартирі, що збиралися обоє винаймати, яка потім перетворилась на їхній притулок, де стерлись імена, соціальні статуси, минуле й існували тільки він і вона — чоловік і жінка. Їхні відносини не зобов'язують, але їх нестабільність і невизначеність дратують головну героїню. В кінці фільму таємничість стерто, слова кохання промовлені в ресторані, де вони танцюють останнє танго. Проте правда все спотворює. Вона розуміє, що майбутнього в них не буде й намагається втекти від нього. Поль наздоганяє Жанну в її квартирі, питає її ім'я, а вона вбиває його з револьвера свого батька.

## Критика та скандал навколо зйомок
Після виходу фільму значну критику викликала сцена сексуального насильства з використанням вершкового масла. В інтерв'ю англ. Daily Mail 2007 року акторка Марія Шнайдер зізналася, що сцена була знята без її згоди:
Це не було в сценарії. Я дізналась про сцену лише за кілька хвилин до зйомки, коли Бертолуччі сказав Брандо: “Принеси масло”. Я почувалась зґвалтованою — Марлоном і Бертолуччі… Після цього я плакала справжніми сльозами.
У 2013 році режисер Бернардо Бертолуччі підтвердив у відеоінтерв'ю, що **навмисно не попередив Шнайдер про деталі сцени**, бо прагнув отримати «справжню емоцію» з її боку:
Я не сказав Марії, що буде використано масло, тому що хотів її реакції як дівчини, а не акторки. Я хотів, щоб вона почувалася приниженою. І вона це відчула.
Після цих зізнань у 2016 році посипалися заяви про етичну неприйнятність таких методів. Акторки Джессіка Честейн, Кріс Еванс, Ава ДюВерней та інші публічно висловили обурення. Багато критиків заявили, що реальна зйомка сцени без згоди була формою насильства, а не художнім прийомом.
Шнайдер не отримала жодних вибачень за життя. Вона заявляла, що після фільму страждала від депресії, вживала наркотики, намагалася покінчити життя самогубством і що «цей фільм зруйнував її життя». 

## У ролях
- Марлон Брандо — Поль
- Марія Шнайдер — Жанна
- Жан-П'єр Лео — Том
- Массімо Джиротті — Марсель
- Катрін Аллегре
- Марія Мічі
- Мішель Гахаган
- Марі-Елен Брейя
- Катрін Брейя
- Люс Маркан
- Лаура Бетті
- Жан-Люк Бідо

## Цікаві факти
- Початково Бертолуччі змонтував версію тривалістю близько 4 годин.
- Більша частина реплік Пола — імпровізація Брандо.
- Сцена «зґвалтування Святого Сімейства» стала першою у великому (непорнографічному) кіно сценою анального сексу і одночасно першою сценою відвертого богохульства в кольоровому кіно (з часів чорно-білих фільмів Бунюеля).

## Театральна вистава
Київський театр «Сузір'я» зробив театральну постанову «Останнє танго в Парижі». Прем'єра відбулася 26 листопада 2008.
- Сценічна версія — Наталія Грабовська
- Сценографія та костюми — Валентина Кузьмічова
- Пластичне рішення — Яна М'яснікова

Дійові особи та виконавці:
- Пол — заслужений артист України Андрій Мостренко
- Жанна — Тетяна Зілінська